# Villaco (kommunhuvudort)
Villaco är en kommunhuvudort i Spanien.   Den ligger i provinsen Provincia de Valladolid och regionen Kastilien och Leon, i den centrala delen av landet, 150 km norr om huvudstaden Madrid. Villaco ligger 781 meter över havet och antalet invånare är 113.
Terrängen runt Villaco är huvudsakligen platt. Villaco ligger nere i en dal. Runt Villaco är det glesbefolkat, med 9 invånare per kvadratkilometer. Närmaste större samhälle är Peñafiel, 20,0 km sydost om Villaco. Trakten runt Villaco består till största delen av jordbruksmark.